# Brixia Tour 2010
Il Brixia Tour 2010, decima edizione della corsa, si svolse in cinque tappe dal 21 al 25 luglio 2010 ed affrontò un percorso totale di 669,3 km.
L'esito della corsa, dopo la cronometro a squadre a Palazzolo sull'Oglio, venne deciso dai due arrivi in salita nella seconda e nella quarta tappa, rispettivamente a Lumezzane Poffe e al Passo Maniva: la decima edizione del Brixia Tour fu così appannaggio di uno scalatore, l'italiano Domenico Pozzovivo, che concluse il percorso di gara in 15h32'00".

## Tappe
| Tappa  | Data      | Percorso                                    | km    | Vincitore di tappa | Leader cl. generale |
| ------ | --------- | ------------------------------------------- | ----- | ------------------ | ------------------- |
| 1ª     | 21 luglio | Palazzolo sull'Oglio > Palazzolo sull'Oglio | 16,5  | ISD-Neri           | Giovanni Visconti   |
| 2ª     | 22 luglio | Buffalora > Lumezzane/Cima Poffe            | 160,4 | Domenico Pozzovivo | Domenico Pozzovivo  |
| 3ª     | 23 luglio | Pisogne > Pisogne                           | 150,4 | Chris Sutton       | Domenico Pozzovivo  |
| 4ª     | 24 luglio | Concesio > Passo Maniva                     | 158,5 | Domenico Pozzovivo | Domenico Pozzovivo  |
| 5ª     | 25 luglio | Chiari > Orzinuovi                          | 179,5 | Roberto Ferrari    | Domenico Pozzovivo  |
| Totale | Totale    | Totale                                      | 669,3 |                    |                     |

## Squadre e corridori partecipanti
Parteciparono alla corsa diciassette squadre, ciascuna composta al più da nove corridori. Di queste diciassette formazioni, cinque avevano licenza UCI ProTour, sette rientravano nella fascia UCI Professional Continental e cinque in quella UCI Continental. Alla partenza erano presenti 145 ciclisti.
| N.    | Cod. | Squadra                       |
| ----- | ---- | ----------------------------- |
| 1-9   | KAT  | Team Katusha                  |
| 11-19 | GCE  | Caisse d'Epargne              |
| 21-28 | GRM  | Garmin-Transitions            |
| 31-39 | LAM  | Lampre-Farnese Vini           |
| 41-49 | SKY  | Sky Professional Cycling Team |
| 51-59 | ASA  | Acqua & Sapone                |
| 61-69 | COG  | Colnago-CSF Inox              |
| 71-79 | FLM  | Ceramica Flaminia             |
| 81-89 | ISD  | ISD-Neri                      |

| N.      | Cod. | Squadra                      |
| ------- | ---- | ---------------------------- |
| 91-99   | AND  | Androni Giocattoli           |
| 101-109 | DER  | De Rosa-Stac Plastic         |
| 111-119 | VAC  | Vacansoleil Pro Cycling Team |
| 121-129 | MKT  | Meridiana-Kamen Team         |
| 131-139 | MIE  | Miche                        |
| 141-149 | CDC  | CDC-Cavaliere                |
| 151-159 | KCT  | Kalev Chocolate Team         |
| 161-169 | TFB  | Tecnofilm-Betonexpressz 2000 |

## Dettagli delle tappe

### 1ª tappa
- 21 luglio: Palazzolo sull'Oglio  cronometro a squadre – 16,5 km

Risultati
| Pos. | Squadra                      | Tempo  |
| ---- | ---------------------------- | ------ |
| 1    | ISD-Neri                     | 18'30" |
| 2    | Vacansoleil Pro Cycling Team | a 8"   |
| 3    | Lampre-Farnese Vini          | a 17"  |

| Pos. | Corridore         | Squadra  | Tempo  |
| ---- | ----------------- | -------- | ------ |
| 1    | Giovanni Visconti | ISD-Neri | 18'30" |
| 2    | Bartosz Huzarski  | ISD-Neri | s.t.   |
| 3    | Patrick Sinkewitz | ISD-Neri | s.t.   |

### 2ª tappa
- 22 luglio: Buffalora > Lumezzane Poffe – 160,4 km

Risultati
| Pos. | Corridore          | Squadra        | Tempo    |
| ---- | ------------------ | -------------- | -------- |
| 1    | Domenico Pozzovivo | Colnago-CSF    | 3h46'31" |
| 2    | Pasquale Muto      | Miche          | a 39"    |
| 3    | Morris Possoni     | Sky Procycling | a 46"    |

| Pos. | Corridore          | Squadra        | Tempo    |
| ---- | ------------------ | -------------- | -------- |
| 1    | Domenico Pozzovivo | Colnago-CSF    | 4h05'28" |
| 2    | Bartosz Huzarski   | ISD-Neri       | a 27"    |
| 3    | Morris Possoni     | Sky Procycling | a 38"    |

### 3ª tappa
- 23 luglio: Pisogne > Pisogne – 154,4 km

Risultati
| Pos. | Corridore            | Squadra        | Tempo    |
| ---- | -------------------- | -------------- | -------- |
| 1    | Chris Sutton         | Sky Procycling | 3h29'25" |
| 2    | Roberto Ferrari      | De Rosa        | s.t.     |
| 3    | Miguel Ángel Rubiano | Meridiana      | s.t.     |

| Pos. | Corridore          | Squadra        | Tempo    |
| ---- | ------------------ | -------------- | -------- |
| 1    | Domenico Pozzovivo | Colnago-CSF    | 7h34'53" |
| 2    | Bartosz Huzarski   | ISD-Neri       | a 27"    |
| 3    | Morris Possoni     | Sky Procycling | a 38"    |

### 4ª tappa
- 24 luglio: Concesio > Passo Maniva – 158,5 km

Risultati
| Pos. | Corridore          | Squadra        | Tempo    |
| ---- | ------------------ | -------------- | -------- |
| 1    | Domenico Pozzovivo | Colnago-CSF    | 4h07'57" |
| 2    | Daniel Martin      | Garmin         | a 53"    |
| 3    | Morris Possoni     | Sky Procycling | a 54"    |

| Pos. | Corridore          | Squadra        | Tempo     |
| ---- | ------------------ | -------------- | --------- |
| 1    | Domenico Pozzovivo | Colnago-CSF    | 11h42'40" |
| 2    | Morris Possoni     | Sky Procycling | a 1'50"   |
| 3    | Daniel Martin      | Garmin         | a 2'39"   |

### 5ª tappa
- 25 luglio: Chiari > Orzinuovi – 179,5 km

Risultati
| Pos. | Corridore       | Squadra        | Tempo    |
| ---- | --------------- | -------------- | -------- |
| 1    | Roberto Ferrari | De Rosa        | 3h49'20" |
| 2    | Chris Sutton    | Sky Procycling | s.t.     |
| 3    | Manuel Belletti | Colnago-CSF    | s.t.     |

| Pos. | Corridore          | Squadra        | Tempo     |
| ---- | ------------------ | -------------- | --------- |
| 1    | Domenico Pozzovivo | Colnago-CSF    | 15h32'00" |
| 2    | Morris Possoni     | Sky Procycling | a 1'50"   |
| 3    | Daniel Martin      | Garmin         | a 2'39"   |

## Evoluzione delle classifiche
| Tappa              | Vincitore          | Classifica generale Maglia azzurra | Classifica a punti Maglia rossa | Classifica scalatori Maglia verde | Classifica trag. volanti Maglia gialla | Classifica giovani Maglia bianca | Classifica a squadre Maglia arancio |
| ------------------ | ------------------ | ---------------------------------- | ------------------------------- | --------------------------------- | -------------------------------------- | -------------------------------- | ----------------------------------- |
| 1ª                 | ISD-Neri           | Giovanni Visconti                  | non assegnata                   | non assegnata                     | non assegnata                          | Wout Poels                       | ISD-Neri                            |
| 2ª                 | Domenico Pozzovivo | Domenico Pozzovivo                 | Domenico Pozzovivo              | Domenico Pozzovivo                | Joost van Leijen                       | Diego Ulissi                     | Lampre-Farnese Vini                 |
| 3ª                 | Chris Sutton       | Domenico Pozzovivo                 | Domenico Pozzovivo              | Domenico Pozzovivo                | Cristian Benenati                      | Diego Ulissi                     | Lampre-Farnese Vini                 |
| 4ª                 | Domenico Pozzovivo | Domenico Pozzovivo                 | Domenico Pozzovivo              | Domenico Pozzovivo                | Sergio Laganà                          | Diego Ulissi                     | Lampre-Farnese Vini                 |
| 5ª                 | Roberto Ferrari    | Domenico Pozzovivo                 | Domenico Pozzovivo              | Domenico Pozzovivo                | Cristian Benenati                      | Diego Ulissi                     | Lampre-Farnese Vini                 |
| Classifiche finali | Classifiche finali | Domenico Pozzovivo                 | Domenico Pozzovivo              | Domenico Pozzovivo                | Cristian Benenati                      | Diego Ulissi                     | Lampre-Farnese Vini                 |

## Classifiche finali

### Classifica generale - Maglia azzurra
| Pos. | Corridore          | Squadra        | Tempo     |
| ---- | ------------------ | -------------- | --------- |
| 1    | Domenico Pozzovivo | Colnago-CSF    | 15h32'00" |
| 2    | Morris Possoni     | Sky Procycling | a 1'50"   |
| 3    | Daniel Martin      | Garmin         | a 2'39"   |
| 4    | Diego Ulissi       | Lampre         | a 3'21"   |
| 5    | Bartosz Huzarski   | ISD-Neri       | a 3'26"   |
| 6    | Marco Marzano      | Lampre         | a 3'49"   |
| 7    | Damiano Caruso     | De Rosa        | a 4'27"   |
| 8    | Ruslan Pidhornyj   | ISD-Neri       | a 4'35"   |
| 9    | Matteo Carrara     | Vacansoleil    | a 4'40"   |
| 10   | Riccardo Chiarini  | De Rosa        | a 6'05"   |

### Classifica a punti - Maglia rossa
| Pos. | Corridore          | Squadra        | Tempo |
| ---- | ------------------ | -------------- | ----- |
| 1    | Domenico Pozzovivo | Colnago-CSF    | 24    |
| 2    | Roberto Ferrari    | De Rosa        | 22    |
| 3    | Chris Sutton       | Sky Procycling | 22    |
| 4    | Morris Possoni     | Sky Procycling | 16    |
| 5    | Manuel Belletti    | Colnago-CSF    | 15    |

### Classifica scalatori - Maglia verde
| Pos. | Corridore          | Squadra        | Tempo |
| ---- | ------------------ | -------------- | ----- |
| 1    | Domenico Pozzovivo | Colnago-CSF    | 12    |
| 2    | Laramillo Carvajal | Miche          | 8     |
| 3    | Pasquale Muto      | Miche          | 5     |
| 5    | Martin Mortensen   | Vacansoleil    | 4     |
| 5    | Morris Possoni     | Sky Procycling | 4     |

### Classifica dei traguardi volanti - Maglia gialla
| Pos. | Corridore         | Squadra     | Tempo |
| ---- | ----------------- | ----------- | ----- |
| 1    | Cristian Benenati | De Rosa     | 26    |
| 2    | Sergio Laganà     | De Rosa     | 13    |
| 3    | Marco Cattaneo    | De Rosa     | 10    |
| 4    | Joost van Leijen  | Vacansoleil | 10    |
| 5    | Johnny Hoogerland | Vacansoleil | 9     |

### Classifica giovani - Maglia bianca
| Pos. | Corridore          | Squadra     | Tempo     |
| ---- | ------------------ | ----------- | --------- |
| 1    | Diego Ulissi       | Lampre      | 15h35'21" |
| 2    | Damiano Caruso     | De Rosa     | a 1'06"   |
| 3    | Alberto Contoli    | Colnago-CSF | a 4'36"   |
| 4    | Alfredo Balloni    | Lampre      | a 10'56"  |
| 5    | Viesturs Lukševics | Kalev Choc. | a 14'03"  |

### Classifica a squadre - Maglia arancio
| Pos. | Squadra                       | Tempo     |
| ---- | ----------------------------- | --------- |
| 1    | Lampre-Farnese Vini           | 46h10'32" |
| 2    | ISD-Neri                      | a 3'59"   |
| 3    | De Rosa-Stac Plastic          | a 4'57"   |
| 4    | Sky Professional Cycling Team | a 6'47"   |
| 5    | Androni Giocattoli            | a 9'48"   |